# 1982 videójátékai

## Események/Megjelent játékok
- Megalapították az Electronic Arts-ot, a világ egyik vezető játékfejlesztő cégét, valamint a Microprose-t, Chris Sawyer vállalatát, melynek nevéhez olyan nagy sikerű játékok fűződnek, mint a Transport Tycoon, a Transport Tycoon Deluxe és az X-Com sorozat.
- Megjelenik a Warrior of Ras: Volume I - Dunzhin TRS-80 mikroszámítógépre.